# Saint-Féliu-d’Amont
Saint-Féliu-d’Amont település Franciaországban, Pyrénées-Orientales megyében. Lakosainak száma 1262 fő (2022. január 1.). Saint-Féliu-d’Amont Corneilla-la-Rivière, Saint-Féliu-d’Avall, Castelnou, Camélas és Millas községekkel határos.

## Népesség
A település népessége az elmúlt években az alábbi módon változott:
| Lakosok száma | 985  | 1060 | 1113 | 1133 | 1170 | 1194 | 1205 | 1231 | 1262 |
|               | 2013 | 2015 | 2016 | 2017 | 2018 | 2019 | 2020 | 2021 | 2022 |